# روسهالده
روسهالده (بالألمانية: Rosshalde) رواية قصيرة من تأليف الروائي الألماني هرمان هيسه، نُشرت للمرة الأولى في عام 1914. الرواية تتعاطى مع الزواج الفاشل لبطل الرواية، وهو رسام ثري وفنان ناجح يدعى يوهان فيراجوث، يعيش في روسهالده عالقاً بين التزاماته الأسرية تجاه زوجته وابنه وبين رغبته المتعطشة للروحية. ولاحقاً يتمكن فيراجوث من مغادرة روسهالده والسفر إلى الهند ليكتشف نفسه من جديد.

## ملخص الكتاب

### روسالدِه
يوهان فيراغوث، رسام معترف به دولياً في وقت وقوع الأحداث في بروكسل وباريس بسبب معارضه، وزوجته أديل يعيشان في القصر الريفي روسالدِه المحاط بحديقة كبيرة، الذي اشترياها قبل عشر سنوات وكانت في حالة إهمال وقاما بإصلاحه. حالياً تمر حياتهما الزوجية بأزمة. الرسم يتطلب من فيراغوث تركيزه التام وقوته، مما يجعله يهمل عائلته. رغم أنه يعتني بهم مادياً، إلا أنه غالباً ما يكون خلال وجبات الطعام مشغولاً بأفكاره حول اللوحة التي يعمل عليها على الحامل. لقد فقدت بهجته ونشاطه السابقين، اللذين كانت أديل معجبة بهما فيه. وهكذا انفصلت مجالات حياة الأسرة. يعيش الرسام في كوخ ورشته، بينما تعيش أديل مع ابنهما البالغ من العمر سبع سنوات، بيير، والخدم في الفيلا. الابن الأكبر ألبرت أُرسل إلى مدرسة داخلية بسبب سوء العلاقة مع الأب. هذا الصيف، اضطر ألبرت لقضاء العطلة في روسالدِه بدلاً من رحلته المقررة إلى تيرول التي أُلغيت. الأب يخشى حدوث خلافات جديدة، رغم أن العائلة تلتقي فقط لتناول الطعام مع أحاديث مقتضبة في القصر، ويعمل بيير كحلقة وصل بين المنزلين متنقلاً بينهما (الفصل الأول).

### شوق
متقلب المزاج ويبحث باستمرار عن الإلهام والدوافع الجديدة. يفتقد فيها الحيوية التي يمكن أن تأخذه معه في شغف. عندما يغوص في رسمه، ينسى البيئة المحيطة به ويشعر أن الأسرة مصدر إزعاج. رد ألبرت على هذا السلوك بعنف تجاه والده، واضطر إلى الالتحاق بمدرسة داخلية. أما بيير فيحب كلا الوالدين. بينما يرغب يوهان منذ فترة في الانفصال وترك الملكية لأديل، ما زالت زوجته تأمل في بقاء الأسرة وترفض، في حالة الانفصال، أن تترك الابن الأصغر للوالد. لذلك يجب على فيراغوث أن يبقى في روسالدِه وينتظر إلى أي من الطرفين سينتمي الولد ذات يوم (الفصل 5).
يروي بوركهارت عن الحيوانات والنباتات الغريبة في غابات ماليزيا المطيرة ويخطط لتحرير يوهان من وضعه، الذي يراه ميؤوساً منه ومليئاً بالاستسلام. لكي يبتعد عن أسرته، عليه أن يسافر معه لفترة طويلة إلى الهند الشرقية ويرسم هناك مشاهد جديدة. في الخطوة التالية، ينصحه صديقه بالانفصال عن زوجته والتخلي عن بيير. فقط إذا تخلص من كل شيء، سيكون قادراً على رؤية العالم مجدداً "بمئة لون جميل" (الفصل 6).

### مرحلة التأمل
بعد مغادرة بوركهارت، يشعر فيراغوث بالوحدة وينكب على عمله (الفصل 7). في يوليو، كان قد أتم رسم لوحة ذات رمزية كبيرة (الفصل 2): على أرض قارب صيد يرقد سمكة ميتة محتجزة، بينما تقفز سمكة أخرى من فوق الحافة إلى الحرية. ثم يرسم صورة صديقه وهو يقرأ جالسًا على كرسي من الخوص (الفصل 3). بعد ذلك، خلال فترة تأمله في مستقبله، يرسم صورة شخصية يعتبرها معجبوه لاحقًا من أهم أعماله: طفل يلعب بملامح بيير بين "الأشكال المنحنية المعذبة للوالدين". في ساعات الرسم، لا يعرف فيراغوث شيئًا عن الضعف أو الخوف، ولا عن الألم أو الذنب أو الحياة الضائعة. فهو "ليس سعيدًا ولا حزينًا، مسحورًا ومنغمسًا في عمله، يتنفس الهواء البارد للوحدة المبدعة ولا يرغب في شيء من العالم الذي غاب ونُسي" (الفصل 8). من خلال حديثه مع بيير وارتباط ابنه به، يدرك ما سيفقده إذا ما انفصل عن العائلة. من جهة أخرى، يشعر بتباعد عاطفي وتحفظ من ألبرت، الذي يتجنب ورشته، ويفضل الانعزال للعب على البيانو، ويأخذ أخاه الصغير في جولة بعربة في المحيط للهروب من الجو المشحون. يراقب الأطفال والدهم وهو يتجول في الحديقة وهو غارق في أفكاره، وغالبًا ما يفقد تركيزه أثناء الحديث وينعزل داخل نفسه. أثناء الرسم، يغضب من المقاطعات، رغم أنه يحاول بعدها مجددًا أن يبدو لطيفًا ويشعر بالذنب. كما يلاحظ بيير هذا السلوك الانطوائي لوالده أكثر فأكثر، ويعاني فيراغوث من عدم قدرته على التعبير عن حبه لابنه بالطريقة التي يرغب بها (الفصل 7).

### القرار
خلال فصل الصيف، يقرر فيراغوث السفر إلى الهند في الخريف، ويكتب لصديقه رسالة (الفصل 9) ويتحدث مع زوجته عن الأمر (الفصل 12). يقترح على أديل قضاء عطلة مع الأطفال في سانت موريتز. رغم أنه يتحدث فقط عن فترة تأمل وترك المستقبل مفتوحًا، تشعر أديل أن هذا يعني نهاية روسالدِه، حيث وُلد أطفالهما وكانت في البداية مفعمة بالأمل. بعد وقت قريب (الفصل 16) يطرح يوهان أيضًا موضوع الانفصال: يترك لها المنزل وكلا الطفلين. يقول إنه يحتاج وقتًا لنفسه، دون أي ارتباط، من أجل تطوير نفسه مستقبلًا. وتتمتع هي، مثله، بكل الحريات. لكن أديل تعلم، في عمرها ومع الأطفال، أن هذه الفرصة لم تعد متاحة لها كما هي لزوجها.

### وفاة بيير
يجري هذا الحوار الثاني في وقت يعاني فيه بيير من التهاب السحايا. بعد الرحلة مع ألبرت، لم يشعر بيير بحالة جيدة، واشتبه الوالدان في وجود اضطراب معدي وضعف نفسي (الفصل 11). ولكن بعد تحسن ظاهر، تدهورت حالته بسرعة (الفصل 13). يعاني بيير من الحمى، والصداع، والتشنجات، ويبدو عليه اللامبالاة. طبيب الصحة الذي استُدعي من المدينة شخص المرض على أنه التهاب السحايا، ولم يستبعد وفاة الطفل (الفصل 15). يتناوب الوالدان القلقان على البقاء بجانب سرير المريض. وفي هذه اللحظة من الخوف على حياة بيير، تصبح أديل مستعدة لأن تسلم ابنها لزوجها. في هذه الحالة من القلق المشترك، يصبح كلاهما مستعدًا للتفاهم. يشعر يوهان أن بيير هو حبه الكبير، ويندم على أنه لم يعتنِ به بما فيه الكفاية.

### الانفصال
بعد وفاة بيير (الفصل 17)، ينفصل يوهان وأديل وديًا. يشعر كلاهما بالذنب تجاه فشل زواجهما ويتنازلان عن أي التزامات متبادلة: تحصل أديل على المنزل وألبرت، ويحصل هو على حرية الفن. تسافر أديل وألبرت إلى مونترو للاستجمام، بينما يستعد هو للسفر إلى الهند. مع هذا التطور المؤلم، يغلق يوهان أيضًا مرحلة شبابه ويفتح نفسه للجديد:
 "بكل تحدٍ وشغف مبادر، ينظر إلى الحياة الجديدة التي يجب ألا تكون بعد الآن مجرد تلمس وضبابية، بل طريق حاد وجريء إلى الأعلى. وربما في وقت لاحق وبمرارة أكثر مما يفعل الرجال عادة، ودّع شفق الشباب الحلو. الآن يقف فقيرًا ومتأخرًا في الضوء الساطع، ولا ينوي إضاعة لحظة ثمينة بعد الآن." (الفصل 18)

## وصلات خارجية
- روسهالده، على كتب جوجل.
- روسهالده، على أرشيف الإنترنت.
- روسهالده، على موقع أمازون.
- روسهالده، على الفهرس العالمي.
- روسهالده، على مكتبة جامعة هارفارد.
- روسهالده، على جود ريدز.